# Cecilia Wikström

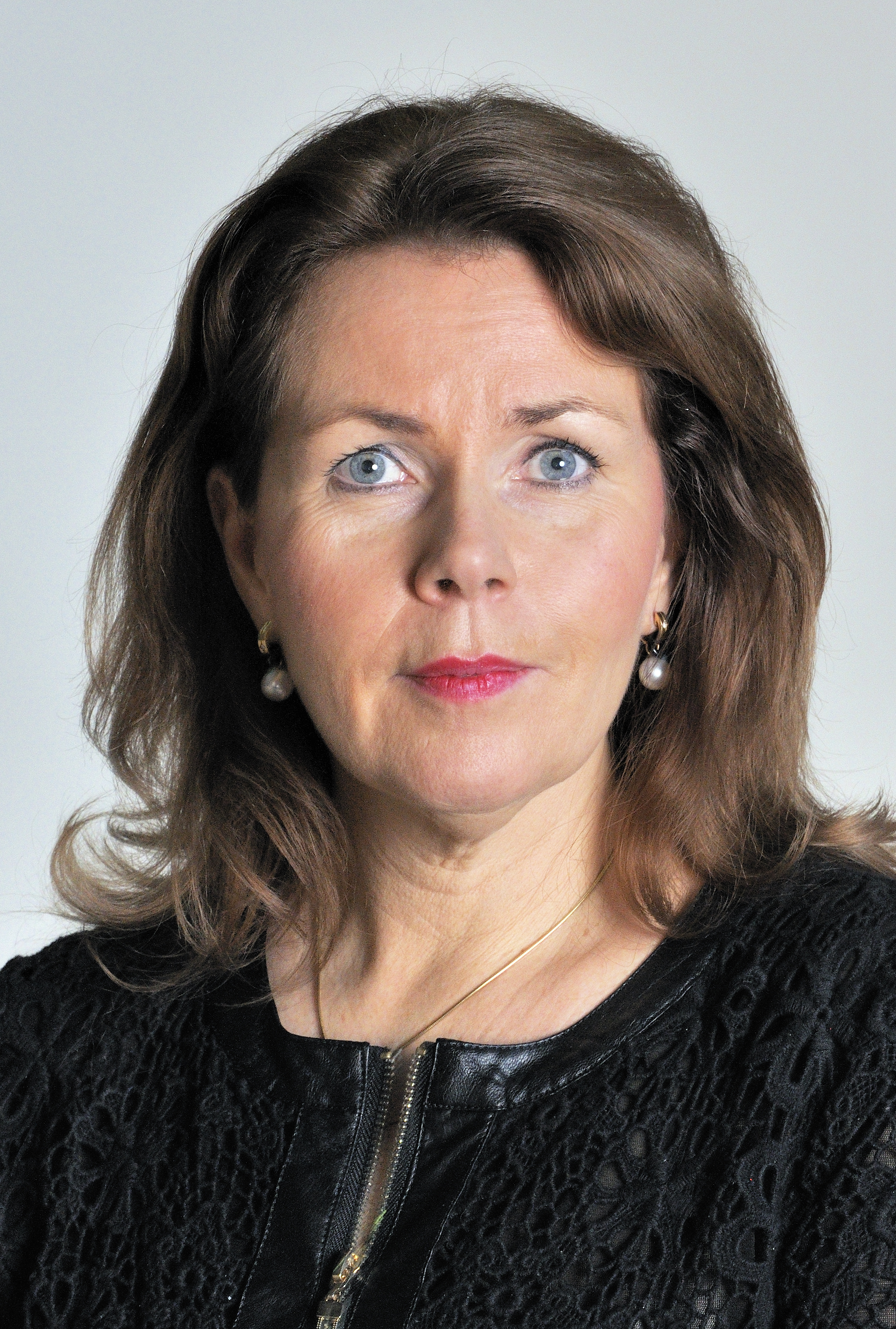
Cecilia Wikström (2014)

Cecilia Wikström (* 17. Oktober 1965 in Svanstein, Övertorneå) ist eine schwedische Politikerin der Liberalerna und ehemaliges Mitglied des Europäischen Parlaments.

## Leben
Wikström studierte Theologie an der Universität Uppsala, wo sie 1993 ihren Master machte. Sie hatte danach bis 2002 verschiedene Positionen in der Schwedischen Kirche inne, unter anderem als Universitäts- und Gefängnispfarrerin und als Mitglied des Domkapitels des Doms zu Uppsala.
1998 wurde Wikström in das Provinzparlament des Uppsala län gewählt. Bei der schwedischen Parlamentswahl 2002 erreichte sie ein Mandat im schwedischen Reichstag für die damals noch als Folkpartiet liberalerna (FP) antretenden Liberalen, das sie 2006 verteidigte. Sie gehörte dort den Ausschüssen für kulturelle sowie für auswärtige Angelegenheiten an und setzte sich vor allem für die Meinungsfreiheit in Schweden und weltweit ein. Seit 2001 leitet sie zudem ein Beratungsunternehmen, seit 2002 ist sie Mitglied der schwedischen UNESCO-Kommission.
Bei der Europawahl in Schweden 2009 trat sie als Listendritte der FP an und erreichte einen Sitz im Europäischen Parlament, für den sie ihr Reichstagsmandat aufgab. Im Europäischen Parlament schloss sie sich wie alle FP-Abgeordneten der liberalen Fraktion ALDE an. Sie ist Mitglied im Rechtsausschuss und im Ausschuss für bürgerliche Freiheiten, Justiz und Inneres.
Als Stellvertreterin ist sie in folgenden Delegationen:
- Delegation im Ausschuss für parlamentarische Kooperation EU-Moldau
- Delegation in der Paritätischen Parlamentarischen Versammlung AKP-EU
- Delegation in der Parlamentarischen Versammlung EURO-NEST[1]

Nach der für sie erfolgreichen Europawahl in Schweden 2014 wurde sie Vorsitzende des Petitionsausschusses (PETI) des Europaparlaments.
Am 29. März 2019 hat die Liberale Partei in Schweden Cecilia Wikström nicht mehr auf der Liste der Kandidaten für EU-Parliaments nominiert.
Nun scheint Wikström entweder MEP für Griechenland werden zu wollen oder einen griechischen Kandidaten zu unterstützen.
Wikström hat zwei Bücher veröffentlicht: 2004 erschien När livet går sönder über Krisenmanagement, 2006 I tillitens tecken, in dem sie unter anderem die Erfahrung eines Schlaganfalls verarbeitet, der sie auf einem Auge erblinden ließ.
Wikström ist zweimal geschieden und hat zwei Söhne.